# Silva (achternaam)

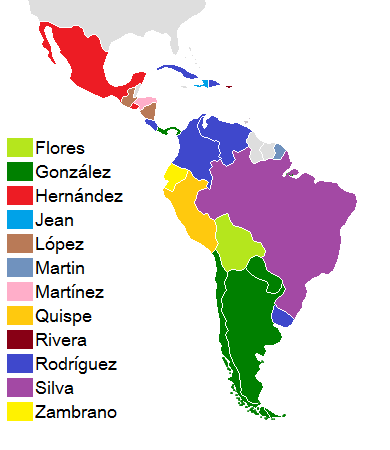
Meest voorkomende achternamen in Latijns-Amerika naar land

Silva is een van oorsprong Portugese en Galicische achternaam. Het is van oorsprong een toponiem, afgeleid van het latijnse woord silva, dat "woud" of "bos" betekent.
Silva is de meest voorkomende achternaam van Portugal, waar ongeveer 995.000 personen oftewel 9,44% van de bevolking, het als eerste of tweede achternaam heeft (Spanjaarden en Zuid-Amerikanen hebben twee achternamen, waarvan de eerste de belangrijkste is, zie Iberische en Ibero-Amerikaanse achternamen). Ook in Brazilië, waar 5.073.774 personen van achter Silva heten, is het de meest voorkomende achternaam. Ook in andere Portugeestalige landen is het een veel voorkomende achternaam. Daarbuiten is het met 115.687 naamdragers tevens de zesde achternaam van Chili.